# Apogonia major
Apogonia major är en skalbaggsart som beskrevs av Waterhouse 1875. Apogonia major ingår i släktet Apogonia och familjen Melolonthidae. Utöver nominatformen finns också underarten A. m. bicavata.